# Georgij Vlagyimirovics Vernadszkij
Georgij Vlagyimirovics Vernadszkij (orosz nyelven: Вернадский, Георгий Владимирович, angol névváltozatban George Vernadsky) (Szentpétervár, 1887. augusztus 20. – New Haven, Connecticut, 1973. június 12.) orosz születésű amerikai történész, szakterülete az orosz történelem. Az eurázsianizmus egyik kidolgozója.

## Életpályája
1887. augusztus 20-án született Szentpéterváron orosz értelmiségi családból. Apja Vlagyimir Vernadszkij, híres orosz geológus volt.
1905-ben a moszkvai egyetemen kezdte meg tanulmányait, ahol apja professzor volt, ám az első orosz forradalom zavargásai miatt a következő két évet Németországban, a Freiburgi Albert Ludwigs Egyetemen és a berlini egyetemen töltötte.
Visszatérve Oroszországba 1910-től a moszkvai egyetemen folytatta tanulmányait, ahol kitüntetéssel diplomázott. Mesterei Vaszilij Kljucsevszkij (1841–1911) orosz történész és Robert Vipper voltak. A fiatal tudós 1910 után 6 éven keresztül a Szentpétervári egyetemen tanított.
Vernadszkij a liberális ötletek támogatójaként kezdte pályafutását, Nyikolaj Novikov és Pavel Miljukov életrajzát írva. Az orosz polgárháború idején (1917–1920) egy évig Permben oktatott. Ezután Kijevben tanított, majd a fehér hadsereget Szimferopolba követte, ahol két évig dolgozott a helyi egyetemen.
Amikor a Krím a bolsevikok ellenőrzése alá került 1920-ban, Vernadszkij Isztambulba, majd még ugyanabban az évben Athénba költözött, végül Nyikogyim Kondakov javaslatára Prágában telepedett le, ahol 1921-től 1925-ig az orosz jogakadémián tanított. Itt Nyikolaj Trubeckojjal és Pjotr Nyikolajevics Szavickijjel részt vett az orosz történelem eurázsiai elméletének, az eurázsianizmusnak a megfogalmazásában. Kondakov halála után Vernadszkij lett a Kondakov-szeminárium felelőse, melynek felfogásában az orosz kultúra szláv, bizánci és nomád hatások szintéziseként írható le.

## Amerikai évek

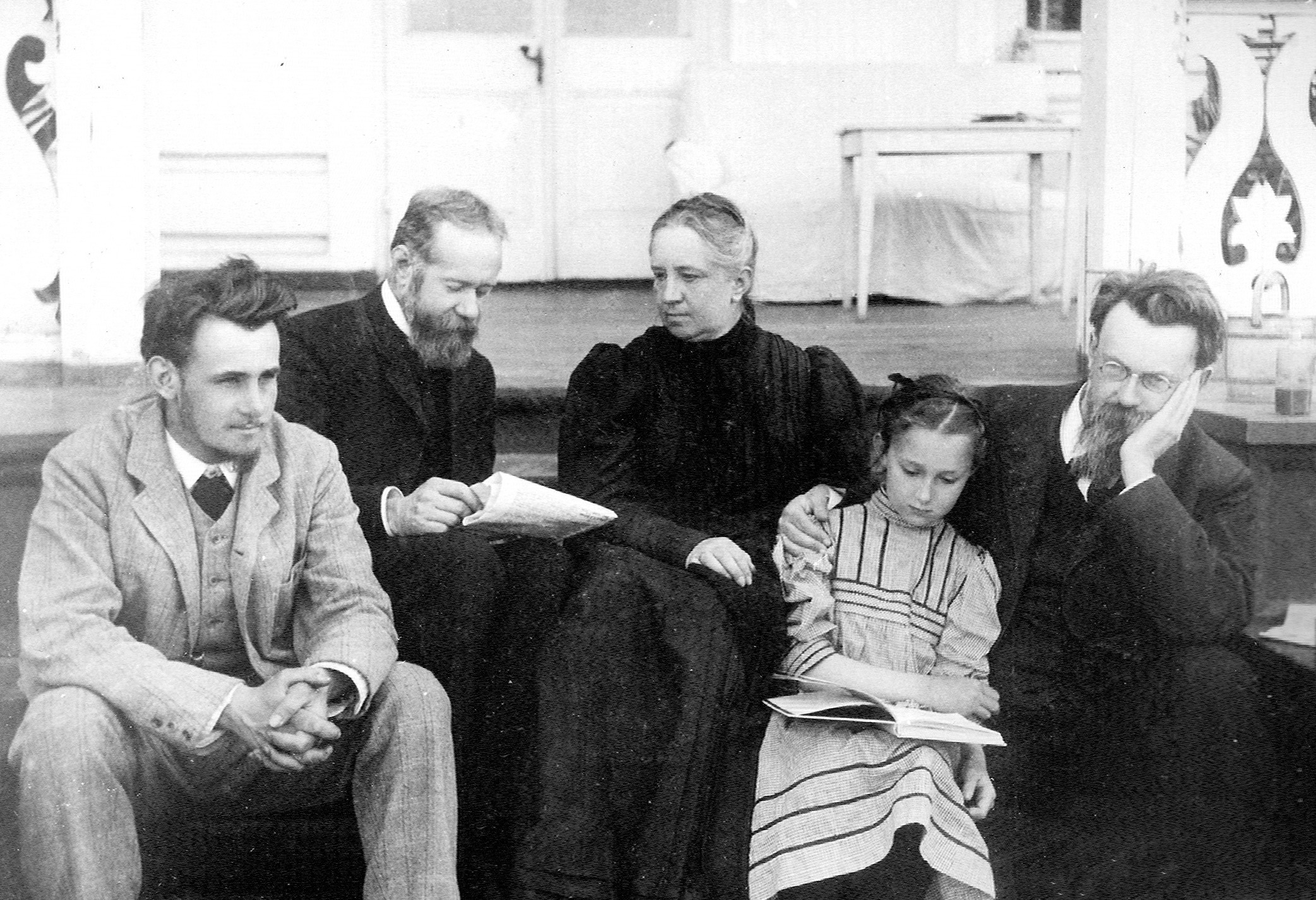
Vernadszkij és családja 1908-ban

1927-ben került az Egyesült Államokban a Yale Egyetemre, ahol először a történelem-kutatásban vett részt (1927–1946), majd 1946-ban az orosz történelem professzora lett, egészen 1956-ban való nyugdíjba vonulásáig. 1973. június 12-én New Havenben halt meg.

## Munkássága
Vernadszkij első angol nyelvű műve egy széles körben olvasott tankönyv volt az orosz történelemről, mely először 1929-ben jelent meg (életében 6 kiadást ért meg). Számos nyelvre lefordították, beleértve az újhéber és japán nyelveket is. 1943-ban kezdett bele History of Russia c. monumentális művébe, melynek hat kötetét végül annak ellenére publikálták, hogy társszerzője, Mihail Mihajlovics Karpovics professzor 1959-ben elhunyt.

### Az orosz történelem értelmezése
Vernadszkij újszerűen közelítette meg az orosz történelmet, a birodalmi lét folyamatosságának hangsúlyozásával, melynek létrejöttében szkíta, szarmata, hun elemek domináltak. Vernadszkij kísérletet tett felemelkedésük és bukásuk törvényeinek meghatározására. Hangsúlyozta az eurázsiai nomád kultúrák jelentőségét az orosz kulturális és gazdasági fejlődésben. 
Vernadszkij mutatott rá számos jelentős kulturális különbségre Oroszország és Európa között. Éltette az orosz fejlődés sikereit, amely saját utat járt be, melynek során önnön sajátosságait sikerült feltárnia. Földrajzi determinista volt, akárcsak Yale-i kollégája, Ellsworth Huntington. Elképzelésük szerint a földrajzi jellegzetességek meghatározzák a lakosság és a kormányzatok sajátosságait is. Ezért Vernadszkij az ősi kultúrák gyökereit ősi korukban azonosította. Mindezzel hozzájárult az eurázsianizmus ideológiájának létrejöttéhez.